# Cardiovascular Research
Cardiovascular Research is een internationaal peer-reviewed wetenschappelijk tijdschrift op het gebied van de cardiologie.
Het wordt uitgegeven door Oxford University Press namens de European Society of Cardiology. Cardiovascular Research publiceert zowel basaal als klinisch onderzoek op het gebied van de cardiovasculaire fysiologie en pathofysiologie.